# Mouraz
Mouraz é uma povoação portuguesa do Município de Tondela que foi sede da extinta Freguesia de Mouraz, freguesia que tinha 9,22 km² de área e 878 habitantes (2011), e, por isso, uma densidade populacional de 95,2 hab/km².
Com a reorganização administrativa de 2012, a Freguesia de Mouraz foi agregada à Freguesia de Vila Nova da Rainha para criar a União das Freguesias de Mouraz e Vila Nova da Rainha.
A antiga Freguesia de Mouraz, localizada na margem direita do rio Dinha, era constituída pelas povoações de Mouraz (sede da freguesia), Carvalhal, Couço, Adiça, Póvoa de Baixo, Saldonas e Alambique.
Mouraz foi sede de concelho de 1198 a 1836. Este era constituído apenas pela freguesia da sede e tinha, em 1801, 755 habitantes. 

## População
| População da freguesia de Mouraz | População da freguesia de Mouraz | População da freguesia de Mouraz | População da freguesia de Mouraz | População da freguesia de Mouraz | População da freguesia de Mouraz | População da freguesia de Mouraz | População da freguesia de Mouraz | População da freguesia de Mouraz | População da freguesia de Mouraz | População da freguesia de Mouraz | População da freguesia de Mouraz | População da freguesia de Mouraz | População da freguesia de Mouraz | População da freguesia de Mouraz |
| -------------------------------- | -------------------------------- | -------------------------------- | -------------------------------- | -------------------------------- | -------------------------------- | -------------------------------- | -------------------------------- | -------------------------------- | -------------------------------- | -------------------------------- | -------------------------------- | -------------------------------- | -------------------------------- | -------------------------------- |
| 1864                             | 1878                             | 1890                             | 1900                             | 1911                             | 1920                             | 1930                             | 1940                             | 1950                             | 1960                             | 1970                             | 1981                             | 1991                             | 2001                             | 2011                             |
| 975                              | 1111                             | 1076                             | 1124                             | 1103                             | 1001                             | 1251                             | 1276                             | 1374                             | 1383                             | 1142                             | 1127                             | 1029                             | 998                              | 878                              |

| Distribuição da População por Grupos Etários | Distribuição da População por Grupos Etários | Distribuição da População por Grupos Etários | Distribuição da População por Grupos Etários | Distribuição da População por Grupos Etários | Distribuição da População por Grupos Etários | Distribuição da População por Grupos Etários | Distribuição da População por Grupos Etários | Distribuição da População por Grupos Etários | Distribuição da População por Grupos Etários |
| -------------------------------------------- | -------------------------------------------- | -------------------------------------------- | -------------------------------------------- | -------------------------------------------- | -------------------------------------------- | -------------------------------------------- | -------------------------------------------- | -------------------------------------------- | -------------------------------------------- |
| Ano                                          | 0-14 Anos                                    | 15-24 Anos                                   | 25-64 Anos                                   | > 65 Anos                                    |                                              | 0-14 Anos                                    | 15-24 Anos                                   | 25-64 Anos                                   | > 65 Anos                                    |
| 2001                                         | 132                                          | 160                                          | 471                                          | 235                                          |                                              | 13,2%                                        | 16,0%                                        | 47,2%                                        | 23,5%                                        |
| 2011                                         | 99                                           | 78                                           | 459                                          | 242                                          |                                              | 11,3%                                        | 8,9%                                         | 52,3%                                        | 27,6%                                        |

## Património
De entre o património arquitectónico, artístico e cultural de Mouraz destacam-se:
- Igreja Matriz, com obras de arte de grande valor histórico;
- Santuário de Nossa Senhora da Esperança, localizado no antigo "Monte Mouratio";
- Capelas de S. Roque (Saldonas), S. João (Carvalhal) e Santo António (Couço).

Na antiga "Villa do Carvalhal" encontram-se o edifício da Câmara Municipal de Mouraz, a Casa Real de Carvalhal de Mouraz, o pelourinho e a Calçada dos Mouros.
A história de Mouraz e os aspectos mais relevantes da sua cultura são apresentados no livro "Mouraz, História e Memórias", da autoria de António F. Dias de Almeida, natural de Carvalhal de Mouraz, vencedor do Prémio Aurélio Soares Calçada (2007).